# Pontours
Pontours ist eine französische Gemeinde im Département Dordogne in der Region Nouvelle-Aquitaine. Sie hat eine Fläche von 6,69 km² und 208 Einwohner (2022).
Nachbargemeinden sind: Lalinde, Badefols-sur-Dordogne, Molières, Bourniquel, Bayac und Couze-et-Saint-Front.

## Bevölkerungsentwicklung
| Jahr                       | 1962 | 1968 | 1975 | 1982 | 1990 | 1999 | 2006 | 2011 | 2018 |
| -------------------------- | ---- | ---- | ---- | ---- | ---- | ---- | ---- | ---- | ---- |
| Einwohner                  | 160  | 163  | 153  | 164  | 187  | 168  | 192  | 214  | 190  |
| Quellen: Cassini und INSEE |      |      |      |      |      |      |      |      |      |

## Sehenswürdigkeiten

Kirche St-Barthélemy

- Kirche St-Barthélemy

## Persönlichkeiten
- Adrien Beauchamps (1855–1916) war Bürgermeister von Pontours und Abgeordneter der Nationalversammlung